# Miloš Vávra (1894)

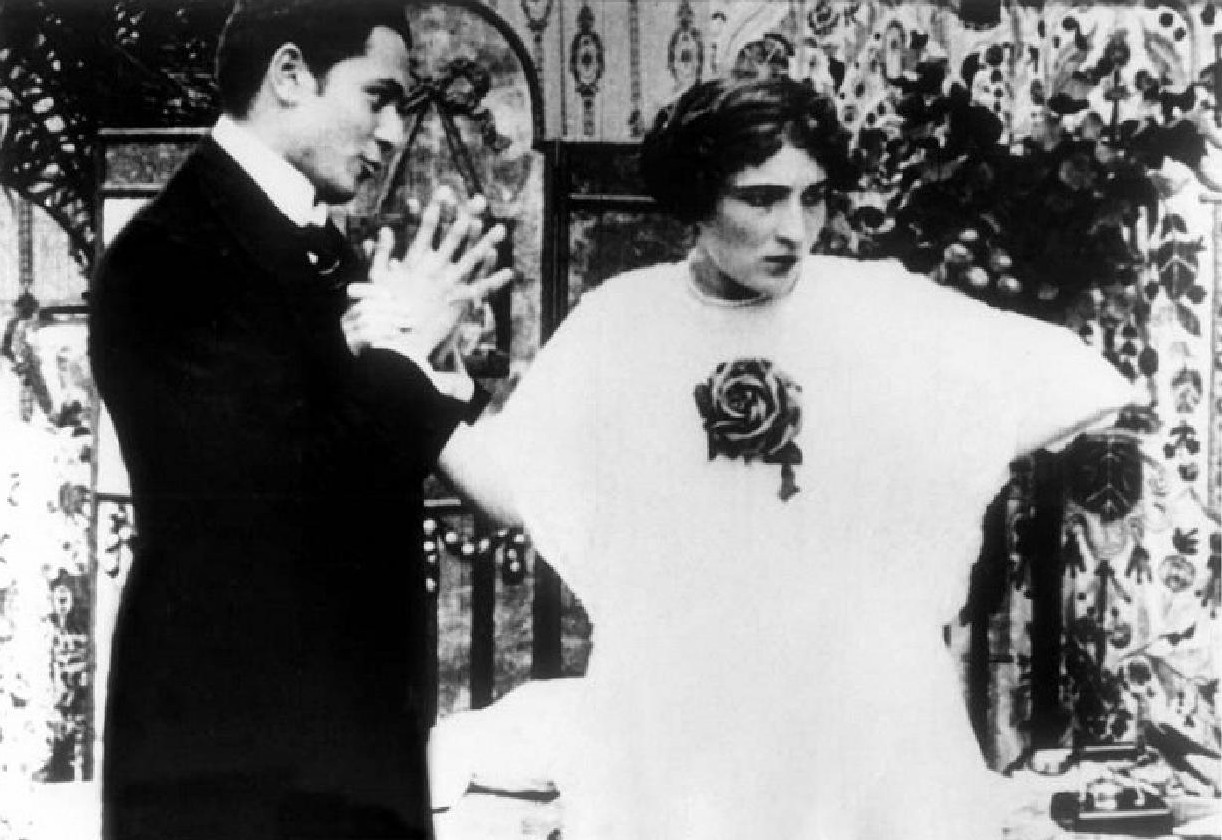
Miloš Vávra a Jarmila Kronbauerová ve filmu „Konec mlování“ (1913)

Miloš Vávra, občanským jménem Miloslav Vávra, (1. ledna 1894 Praha – 21. srpna 1964 Praha) byl český amatérský herec, civilním povoláním lékař. Jeho otcem byl herec Jan Vávra, jeho bratr Jan Hilbert Vávra byl český operní pěvec a výtvarník.

## Život
Narodil se v Praze do známé mlynářské a umělecké rodiny. Jeho otcem byl herec Národního divadla Jan Vávra. V letech 1913–1920 studoval medicínu na Lékařské fakultě pražské Univerzity Karlovy a stal se klasickým lékařem. Přestože se dal na lékařskou dráhu, měl herecké sklony natolik natolik poděděny, že od roku 1913 hrál v několika němých filmech. Hned ve filmu Konec milování hrál v hlavní roli sňatkového podvodníka Freda, v Paličově dceři z roku 1923 vystoupil v roli Toníka Jedličky. Ještě v roce 1935 přijal roli lékaře Materny v zapomenutém snímku Osudná chvíle. Pohostinsky také vystupoval i na předních
pražských divadelních scénách.
Je pochován na Vinohradském hřbitově v Praze.

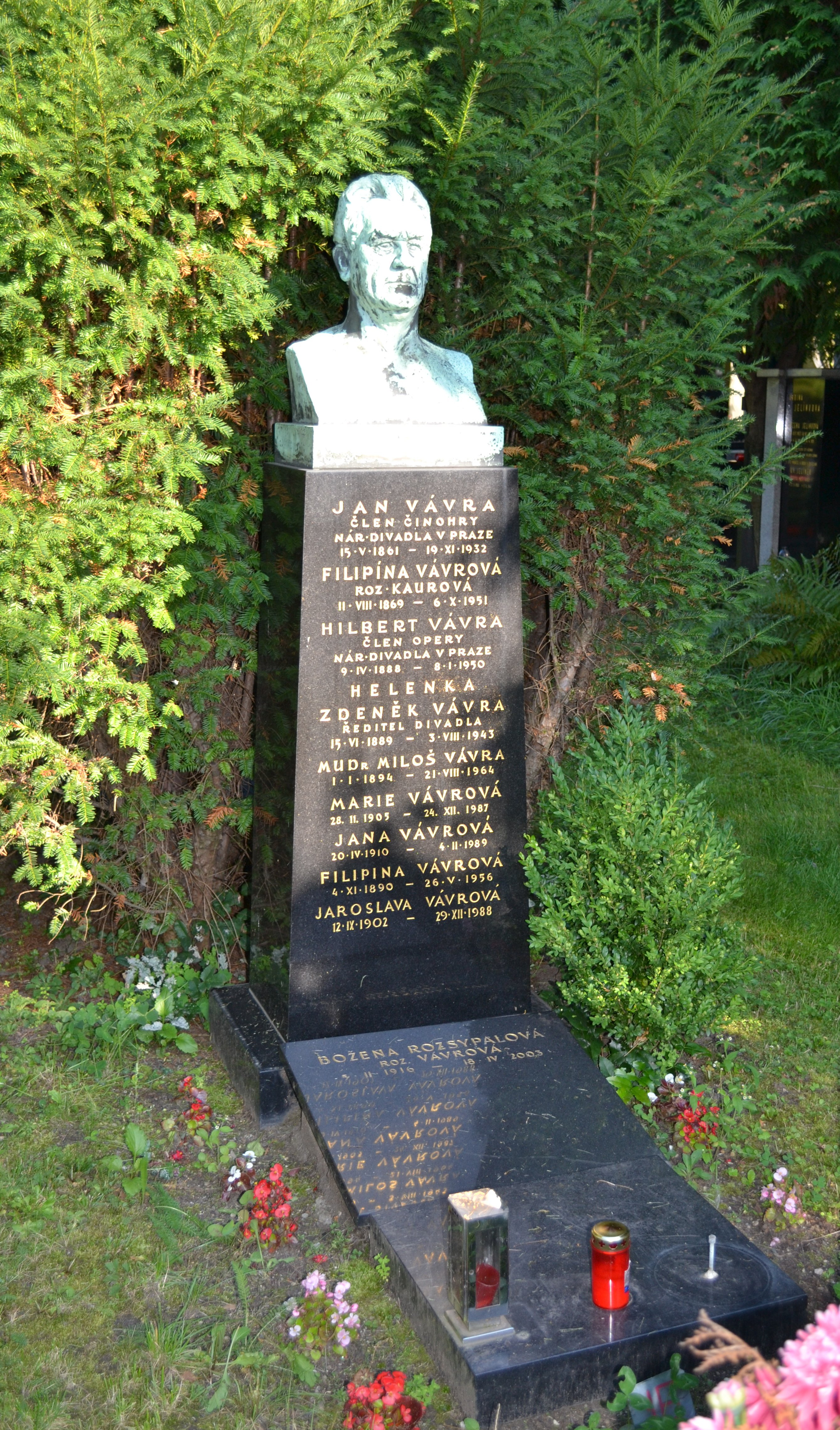
Rodinný hrob na Vinohradském hřbitově v Praze

## Filmografie
- Idyla ze staré Prahy, 1913 – role neuvedena
- Konec milování, 1913 – Fred
- Tanečnice, 1919 – role neuvedena
- Manželé paní Mileny, 1921 – Milenin druhý muž dr. Jindřich Král
- Stíny, 1921 – JUDr. Mácha
- Zelený automobil, 1921 – Ing. Racek alias lupič–gentleman Ferry Šakal
- O velkou cenu, 1922 – Karel Lír
- Zlatý klíček, 1922 – švihák
- Paličova dcera, 1923 – Toník Jedlička
- Píseň života, 1924 – Silverův syn Petr
- Vdavky Nanynky Kulichovy, 1925 – učitel Jindřich Novák
- Paní Katynka z Vaječného trhu, 1927 – Katynčin syn Emil
- Osudná chvíle, 1935 – MUDr. Materna, bělehradský lékař